# Salme Vannas
Salme Fredrika Vannas, född Lähteenmäki 25 oktober 1918 i Eura, död 4 september 1993 i Helsingfors, var en finländsk ögonläkare. Hon gifte sig första gången 1940 med med. dr Eino Salomaa, som avled 1950, och andra gången 1952 med professor Mauno Vannas, avliden 1964. 
Vannas blev student 1936, medicine kandidat 1939, medicine licentiat 1946, medicine och kirurgie doktor 1952, specialist i oftalmologi 1951 och docent i ämnet 1953. Hon var assistentläkare vid Stengårds sjukhus ögonavdelning 1949–1952, vid Helsingfors universitets ögonklinik 1949–1952, underläkare 1952–1954, biträdande överläkare 1954–1961 samt professor vid Helsingfors universitet och överläkare vid Helsingfors universitetscentralsjukhus ögonavdelning 1961–1984. Hon skrev bland annat Experimental and Clinical Investigations into the Effect of Locally Administered Heparin on the Eye (akademisk avhandling, 1952).

## Utmärkelser
- Kommendörstecknet av Finlands Lejons orden[1]
- Vinterkrigets minnesmedalj[1]
- Minnesmedalj för deltagande i 1941-1945 års krig[1]

[Redigera Wikidata]